# اسلام در آسیای مرکزی
اسلام در آسیای مرکزی (انگلیسی: Islam in Central Asia) از آغاز تاریخ اسلام وجود داشته‌است. شاخه سنی اسلام رایج‌ترین دین در آسیای مرکزی است. شیعه فرقه‌های شیعه دوازده‌امامی و اسماعیلیه که در فلات پامیر و کوه‌های غربی تیان شان (تقریباً منحصراً اسماعیلیه) غالب هستند، در حالی که به یک جمعیت بزرگ می‌بالند. جمعیت اقلیت در دره رودخانه زرافشان (ازبکستان)، از سمرقند تا بخارا (تقریباً منحصراً امامیه).